# 楊良弼
楊良弼，明朝文學家，字夢徵，号古嵓主人。以詩學見長，著有《作诗体要》一書，蒐羅了八十種詩體，在每一體之後附以詩例，詳細介紹了近體詩的體例與格律，推崇杜甫詩。另外，楊良弼崇信道教，對呂純陽真人的生平道業有研究。當時盛傳呂純陽真人通達房中術，楊良弼說：「祖嘗言『吾道雖於房中得之，卻非御女之術。』一言已破千古之疑。凡若此者，以偽亂真，皆呂祖之罪人也。」